# Samsung Engineering
Samsung Engineering Co., Ltd. (koreansk: 삼성엔지니어링) KRX: 028050

er en sydkoreansk ingeniørvirksomhed med hovedsæde i Seoul i Sydkorea. Den er grundlagt i 1970 som den første ingeniørvirksomhed i Korea og er en del af Samsung-koncernen. 
Virksomheden beskæftiger sig bl.a. med forundersøgelser, konstruktion, indkøb, anlæg, design, og indkøring. Virksomheden driver væsentlige forretninger i over 40 lande på verdensplan, med en etableret tilstedeværelse i lande som Saudi-Arabien, Forenede Arabiske Emirater, Indien, Thailand, Trinidad og Tobago og Mexico. 

## Forretningsenheder
Samsung Engineering er delt i de følgende to forretningsenheder:
- Kulbrinte
- Industri & Infrastruktur

Ifølge virksomhedens 2015 vision, er der planer og at sprede sig til følgende sektorer:
- Spildevandsanlæg
- Afsaltningsfaciliteter
- Kraftværker
- Stålværker
- Miner & metaller